# Office des eaux du Delfland
L'Office des eaux du Delfland est l'un des vingt-deux offices des eaux des Pays-Bas. L'établissement a été fondé en 1289,,.
Le bureau de district est situé à Delft. L'agence est responsable des villes et villages de Delft, de La Haye, de Midden-Delfland, de Hoek van Holland (commune de Rotterdam), de Flardingue et de Berkel en Rodenrijs (commune de Lansingerland), tous situées en Hollande-Méridionale. L'office contrôle et gère ainsi les eaux d'un territoire recouvrant 41 000 hectares pour une population totale d'environ 1,3 million d'habitants (début des années 2000),,.

## Lacs, réserves d'eaux et polders

Office des eaux du Delfland
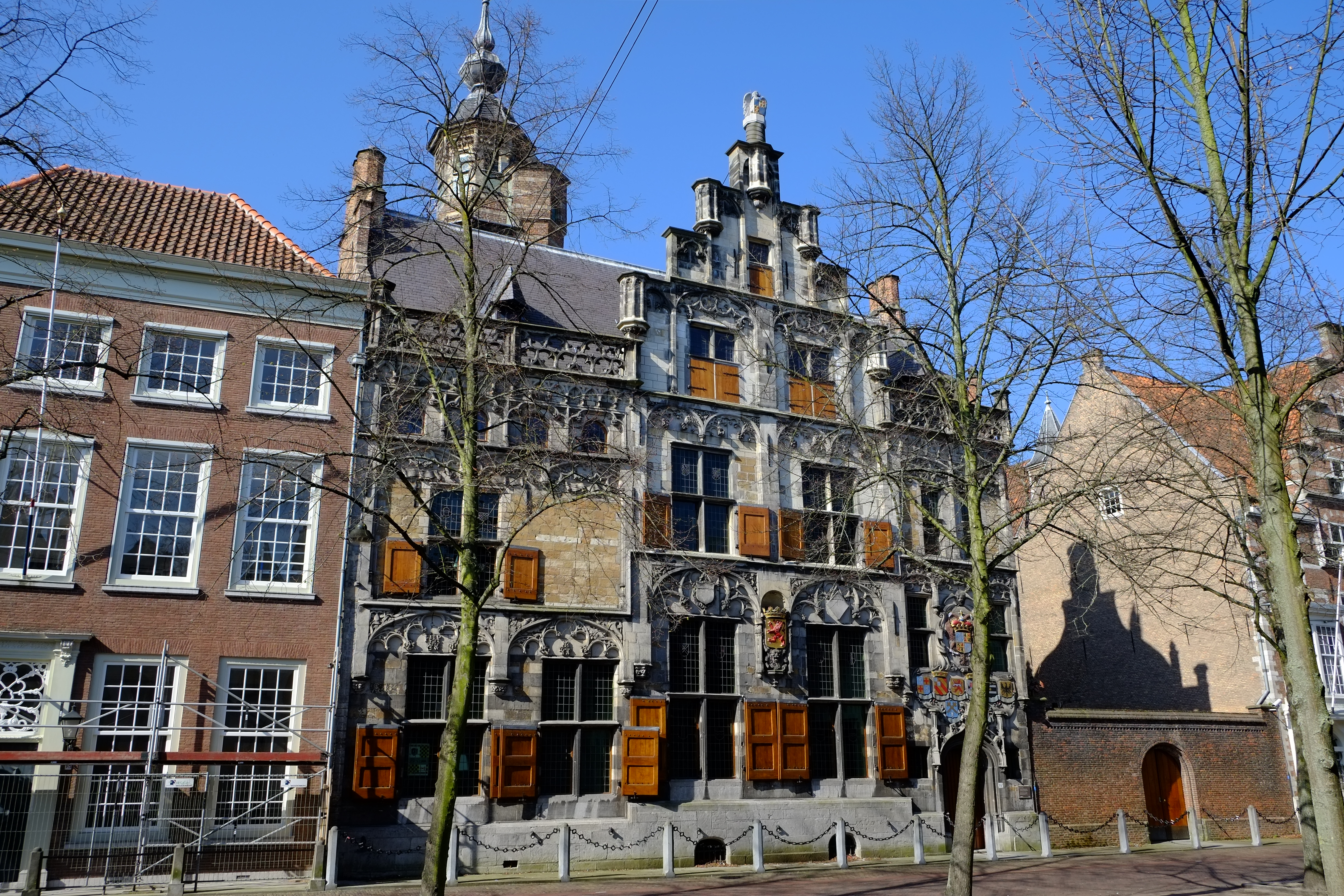
Façade du plus ancien bâtiment du siège de l'office des eaux du Delfland, à Delft.
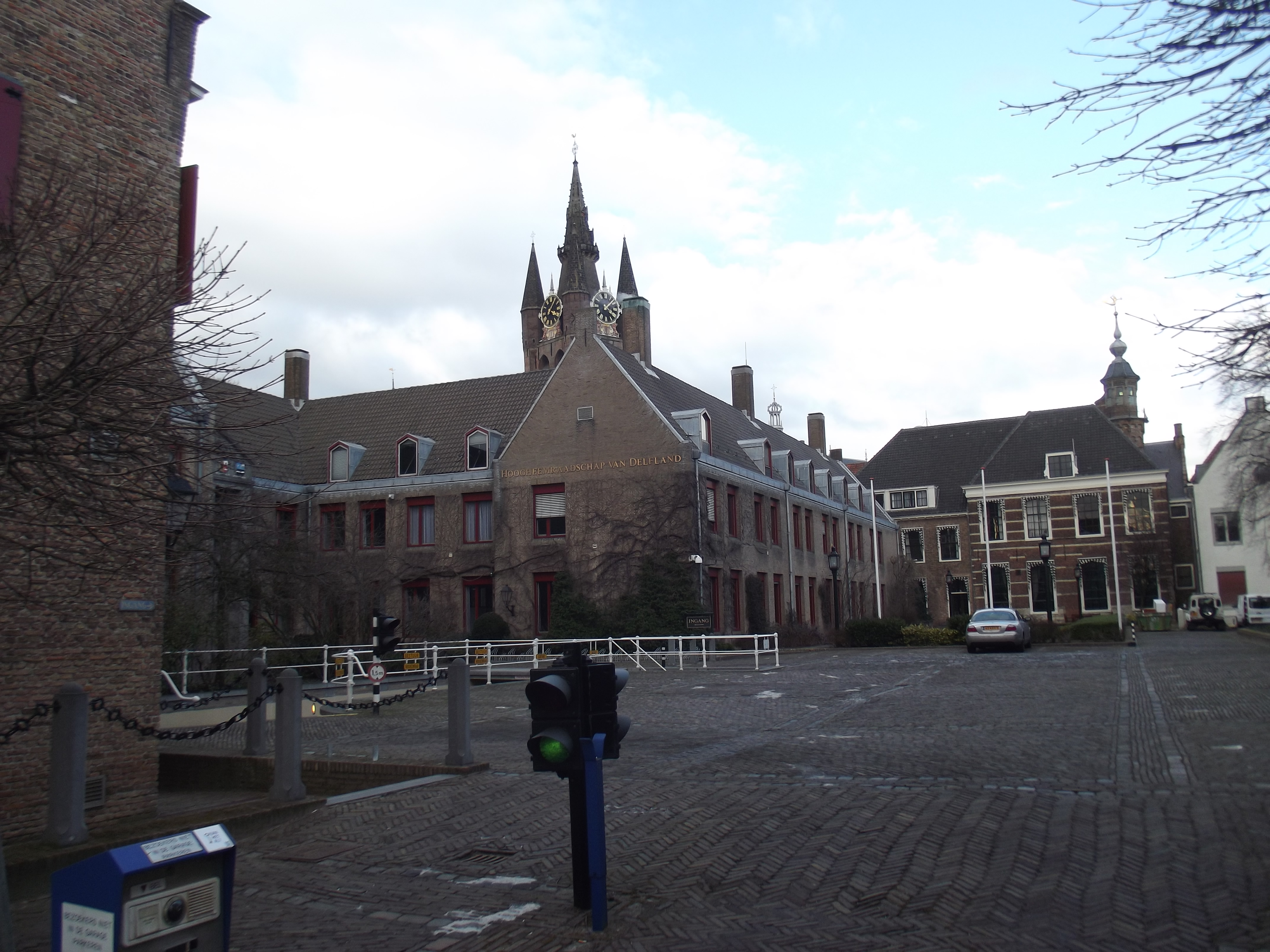
Arrière-cour et bâtiments du siège de l'office des eaux, à Delft.
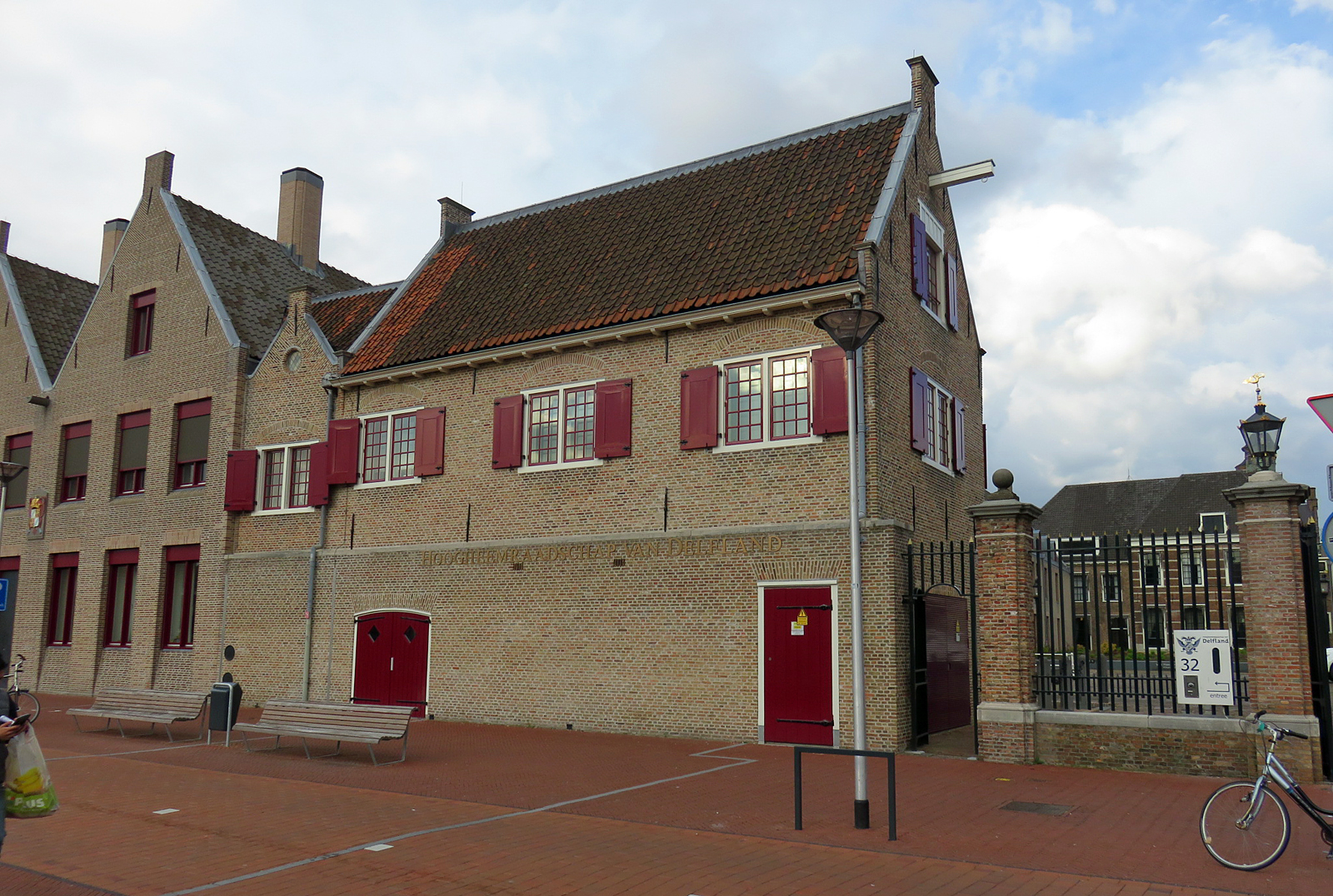
Entrée du siège l'Office des eaux du Delfland, Phoenixstraat, à Delft.
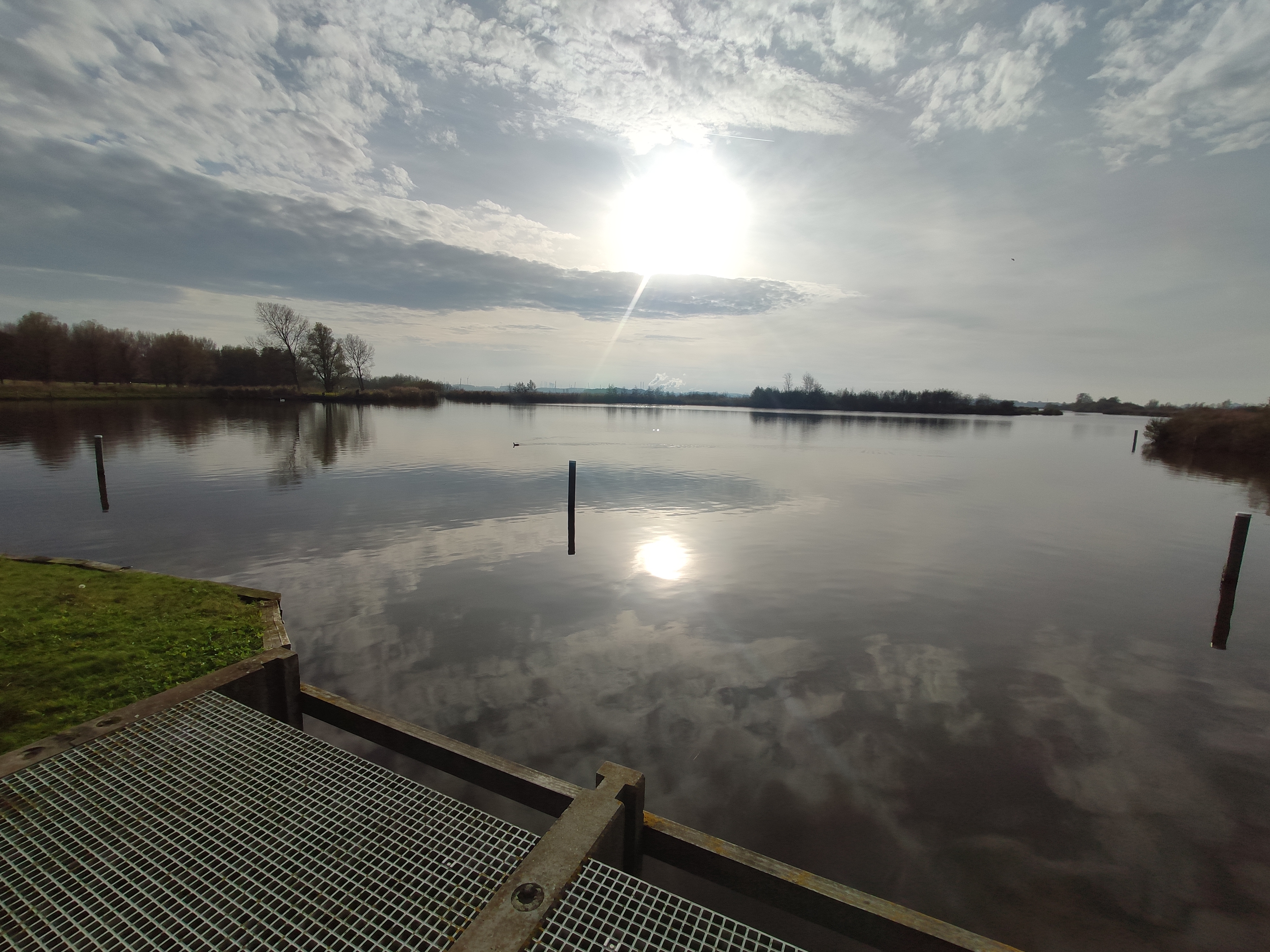
Réserve d'eau (nl) à Flardingue.
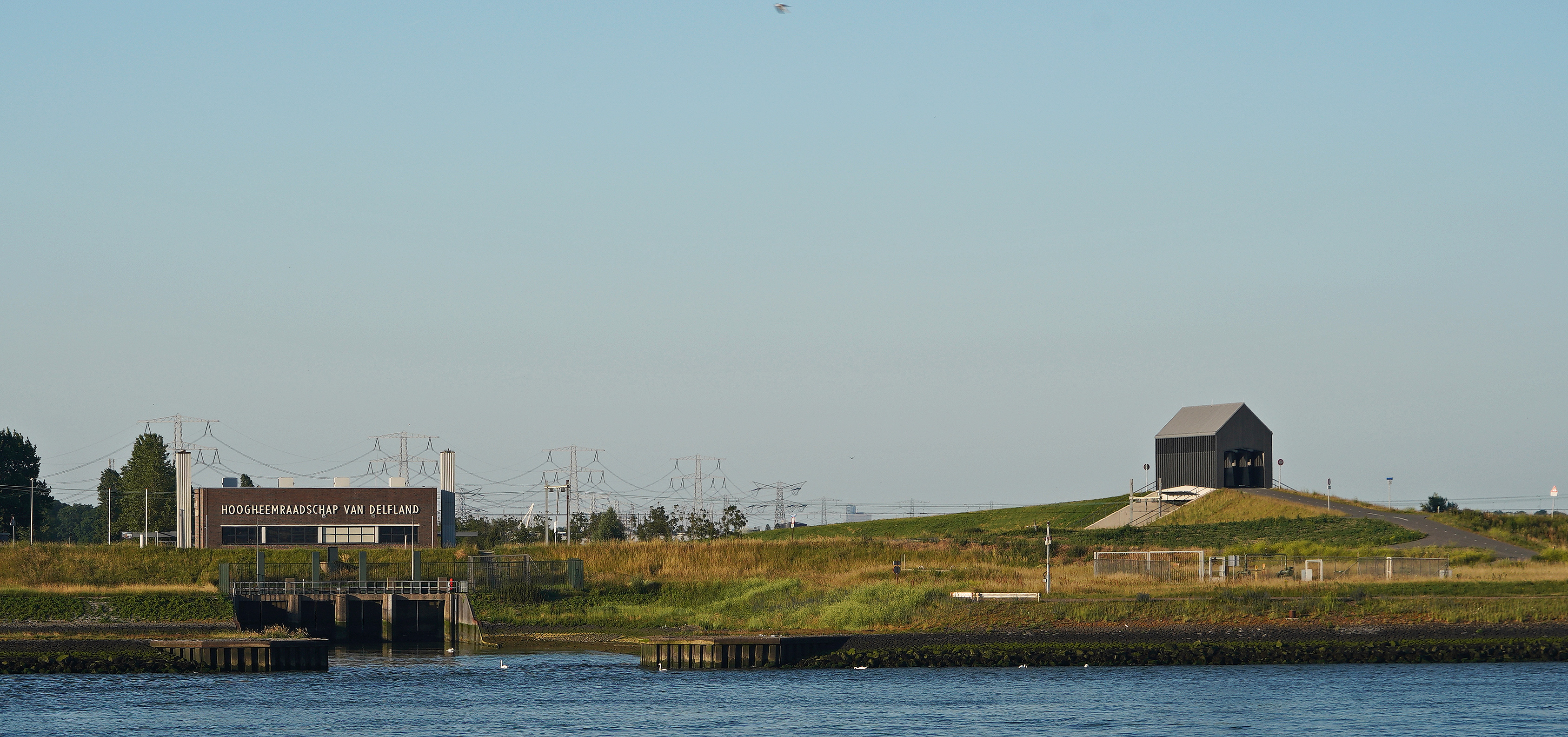
Infrastructures de traitement des eaux de l'office.
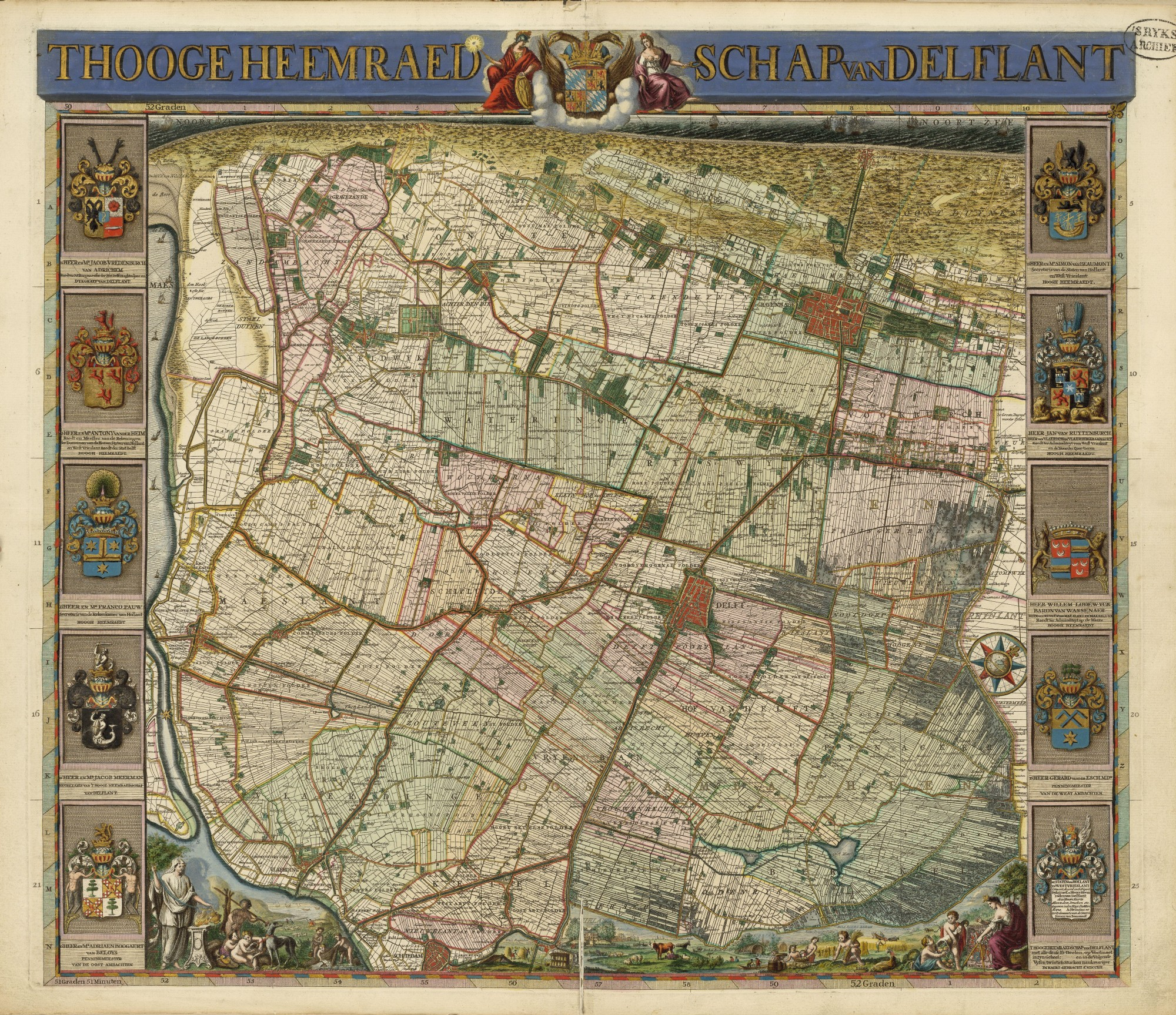
Ancienne carte du Delfland.